# 1883 au Québec
Cet article traite des événements survenus en 1883 au Québec. 

## Événements

### Janvier
- 4 janvier : dans une lettre à La Patrie, le chef libéral Joly de Lotbinière se déclare plutôt opposé à la coalition du Parti libéral avec certains conservateurs modérés préconisée par son bras droit Honoré Mercier[1].
- 5 janvier : à la suite d'un recomptage, le conservateur Louis-Napoléon Fortin doit céder son siège de député de Montmagny à son adversaire Nazaire Bernatchez (en) qui remporte la victoire par 23 voix. De plus, la Cour supérieure annule les dernières élections dans Kamouraska et Nicolet[2].
- 18 janvier : 
  - Joly de Lotbinière démissionne de son poste de chef du Parti libéral. Honoré Mercier lui succède aussitôt[3].
  - ouverture de la deuxième session de la 5e législature[3].
- 23 janvier - 
  - L'Étendard, un journal qui se veut conservateur et ultramontain, commence à paraître[4].
  - Montréal inaugure son premier Carnaval d'hiver avec un premier palais de glace éclairé à l'électricité[5].
- 30 janvier : le libéral Charles Gagnon est réélu lors de l'élection partielle de Kamouraska[3].

### Février
- 5 février : le conservateur Louis-Trefflé Dorais (en) remporte l'élection partielle de Nicolet[3].
- 9 février : le Club national libéral dit appuyer le programme de leur nouveau chef Honoré Mercier[6].
- 16 février : lors de son discours du budget, le trésorier Jonathan Würtele annonce des recettes de 2 954 612 $ et des dépenses de 2 951 127 $ pour l'année budgétaire 1882-1883[7].
- 27 février : le Vatican émet un décret ordonnant de cesser toute attaque contre l'Université Laval et sa succursale de Montréal[8].
- 28 février : l'église de Rivière-du-Loup est rasée par un incendie. Les dégâts sont évalués à 100 000 $[9].

### Mars
- 26 mars : Emma Lajeunesse (Albani) fait une prestation à Montréal où elle obtient un triomphe[10].
- 28 mars : un projet de loi de loterie nationale, visant à favoriser la colonisation dans la région des Laurentides et patronné par le curé Labelle, est rejeté par le Conseil législatif[11].
- 30 mars : la session est prorogée.

### Avril
- 2 avril : un mandement de l'archevêque de Québec, Elzéar-Alexandre Taschereau, statue que toute personne soulevant le moindre préjugé contre l'Université Laval désobéira au Saint-Siège et sera déclarée « mauvaise catholique »[12].
- 19 avril : l'édifice du Parlement, sur la côte de la Montagne, est gravement touché par un incendie. Les pompiers de la ville peuvent sauver l'aile droite et empêcher que le feu ne se communique aux maisons environnantes, mais le reste du bâtiment est une perte totale. La bibliothèque parlementaire est également détruite : seuls 4 500 des 30 000 livres qu'elle comptait peuvent être sauvés. L'incendie, probablement accidentelle, a pris naissance dans la salle du Conseil législatif et s'est rapidement communiquée aux autres pièces[13].
- 21 avril : le commissaire des incendies commence une enquête sur les circonstances entourant l'incendie du Parlement[14].

### Mai
- Mai : début de la construction de l'aile principale de l'Hôtel du Parlement.
- 7 mai : accusé par Mercier d'avoir promis à trois hôteliers qu'il ne les obligerait pas à payer une amende s'ils votaient pour lui, le premier ministre Joseph-Alfred Mousseau accepte l'invalidation de son élection dans Jacques-Cartier pour ne pas être poursuivi en cours et ensuite être disqualifié de ses droits politiques[15].
- 18 mai : le gouvernement fédéral annonce qu'il a décidé de faire creuser le chenal du Saint-Laurent entre Québec et Montréal à une profondeur de 27½ pieds. Une somme de 900 000 $ sera avancée pour ces travaux[16].
- 25 mai : l'élection de Pierre-Évariste Leblanc dans Laval est également annulée[3].

### Juin
- 11 juin : selon le journal La Minerve, l'homme d'affaires proche du Parti conservateur, Louis-Adélard Senécal, aurait fait un gain de 1 000 000 $ dans la transaction avec le Grand Tronc lorsqu'il a vendu le Chemin de fer de la rive nord (Québec Montréal, Ottawa et Occidental) en décembre 1882[15].
- 13 juin : le libéral Amédée Gaboury (en) remporte l'élection partielle de Laval[3].

### Juillet
- 9 juillet : l'élection du conservateur Sévère Dumoulin dans Trois-Rivières est à son tour annulée[3].
- 11 juillet : le gouvernement Mousseau autorise la construction d'un chemin de fer devant ceinturer le lac Saint-Jean[17].

### Août
- 10 août : un incendie ravage une partie du village de Sillery près de Québec. Onze maisons sont brûlées mais il n'y a pas de morts[18].

### Septembre
- 26 septembre : Joseph-Alfred Mousseau remporte l'élection partielle de Jacques-Cartier[3].

### Octobre
- 23 octobre : le nouveau gouverneur général du Canada, Lord Lansdowne, prête serment dans la salle du Conseil législatif du nouvel Hôtel du Parlement[3].
- 25 octobre : le conservateur Isidore-Noël Belleau remporte l'élection partielle fédérale de Lévis à la suite de la démission de Joseph-Goderic Blanchet.

### Novembre
- 16 novembre : le libéral François-Xavier Lemieux remporte l'élection partielle de Lévis par 26 voix de majorité sur son adversaire Joseph-Edmond Roy. Plusieurs conservateurs, déçus de la performance de leur chef et de leur parti, demandent ouvertement la démission de Mousseau[19].
- 23 novembre : Montréal annexe le village de Hochelaga.

### Décembre
- 6 décembre : le conservateur Alexandre Lacoste démissionne du Conseil législatif.
- 27 décembre : le conservateur James William Bain remporte l'élection partielle fédérale de Soulanges à la suite de la démission de Georges-Raoul-Léotale-Guichart-Humbert Saveuse de Beaujeu.

## Naissances
- 28 février - Fernand Rinfret (homme politique) († 12 juillet 1939)
- 5 mars - Marius Barbeau (ethnologue) († 27 février 1969)
- 18 avril - Isabel Meighen (en) (femme de Arthur Meighen) († 6 septembre 1985)
- 1er juin - Hector Charland (acteur) († 28 décembre 1962)
- 5 juillet - Gustave Lanctôt (écrivain) († 2 février 1975)
- 1er septembre - Didier Pitre (joueur de hockey sur glace) († 29 juillet 1934)
- 3 septembre - Marcel Dugas (écrivain) († 7 janvier 1947)
- 9 septembre - Marius Dufresne (architecte et ingénieur) († 26 juillet 1945)
- 2 novembre - Jean-Marie-Rodrigue Villeneuve (archevêque de Québec) († 17 janvier 1947)
- 25 décembre - Maxime Raymond (homme politique) († 13 juillet 1961)

## Décès
- 21 janvier- Edmund Heath (homme politique)  (º 13 septembre 1813)
- 18 juin - François-Norbert Blanchet (personnalité religieuse) (º 30 septembre 1795)
- 16 août - Richard Alleyn (homme de loi et homme politique) (º juin 1835)
- 22 août - David Edward Price (homme d'affaires) (º 11 mai 1826)
- 27 septembre - Edward Brock Carter (homme politique) (º 1er mars 1822)